# Tanja Dückers

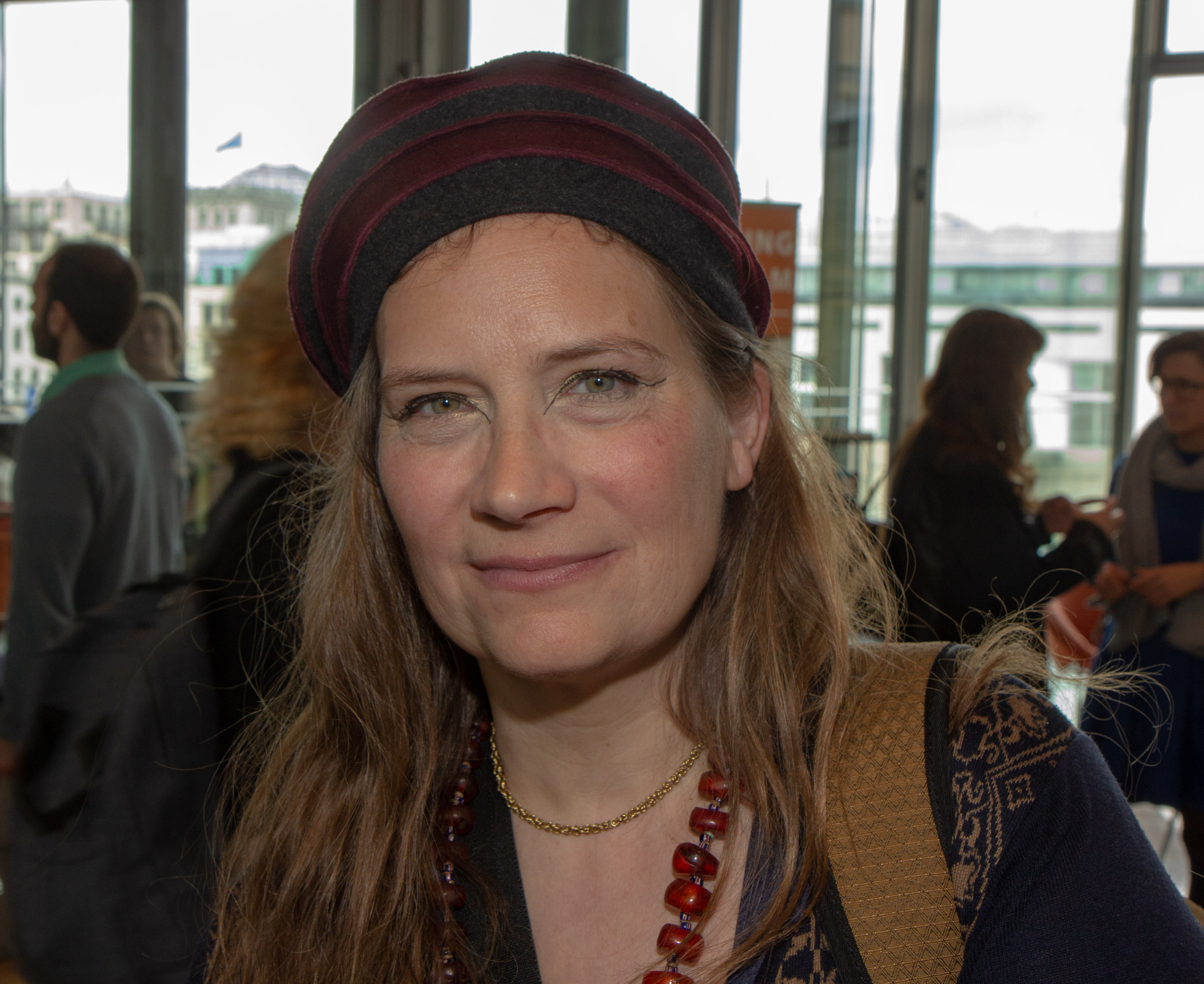
Tanja Dückers, 2019

Tanja Dückers (* 25. September 1968 in West-Berlin) ist eine deutsche Schriftstellerin und Journalistin.

## Biografie
Dückers Eltern sind die Kunsthistoriker Alexander und Margarethe Dückers.
Nach dem Abitur am Berliner Walther-Rathenau-Gymnasium und einem längeren Aufenthalt in den USA studierte Dückers an der Freien Universität Berlin und an der Universiteit van Amsterdam Germanistik, Niederlandistik, Amerikanistik und Kunstgeschichte. Ihre Magisterarbeit handelte von der Ästhetik des Erhabenen in der modernen Malerei am Beispiel Barnett Newmans – eine interdisziplinäre Arbeit zwischen Amerikanistik, Kunstgeschichte und Philosophie.
Während ihres Studiums arbeitete Dückers als Nachrichten- und Wetterberichttexterin bei der Deutschen Welle TV in Berlin sowie als Lektoratsassistentin bei verschiedenen Verlagen, u. a. bei der Nicolaischen Buchhandlung. Ihre ersten beiden Bücher, zwei Lyrikbände, erschienen noch während ihres Studiums. Seit dessen Beendigung arbeitet Dückers als freischaffende Autorin, Dozentin (Deutsch), Literaturwissenschaftlerin und Publizistin. 1999 veröffentlichte sie ihren ersten Roman, Spielzone, der als „Setzkasten der Trashkultur“ rezensiert wurde.
Dückers war bis zu dessen Tod im Juli 2023 mit dem Soziologen und Journalisten Anton Landgraf verheiratet und lebt mit dem gemeinsamen Sohn in ihrer Heimatstadt Berlin.

### Publizistische Tätigkeiten
Als Journalistin schreibt Dückers für verschiedene Zeitungen und Magazine, u. a. Die Zeit, Süddeutsche Zeitung, Die Welt, Tagesspiegel, Berliner Zeitung, Jungle World, Die Tageszeitung, Amnesty Journal, Politik & Kultur, National Geographic, Berliner Morgenpost, Brigitte, Frankfurter Rundschau (FR) und das SPD-Parteiorgan Vorwärts. Sie war Kolumnistin der FR, bei Zeit Online und beim Magazin Bücher (dort für die von ihr erfundene Rubrik Schräge Worte, in der sie seltsame Begriffskreationen aus dem Alltag vorstellte). Vier Jahre lang wirkte sie an der RBB-Sendung Die Literaturagenten mit. Seit 2008 schreibt Dückers Essays zu gesellschaftspolitischen Themen für Zeit Online sowie für das Politische Feuilleton von Deutschlandfunk Kultur.

### Weitere Aktivitäten
Zeichnungen, Comics (Erfindung der Blubs) sowie die Entwicklung der Geheimschrift Autumnisch sind weitere Projekte Dückers, ebenso wie interdisziplinäre Projekte mit Bildenden Künstlern, Komponisten, Theaterregisseuren und Choreographen. Ferner hat sie für verschiedene Künstler Katalogbeiträge verfasst.
Zehn Jahre lang organisierte sie jährlich eine Benefizlesung mit musikalischen Rahmenprogramm in Berlin (zuerst im Roten Salon der Berliner Volksbühne, dann im Sodaclub in der Kulturbrauerei, später im Kantkino) zugunsten von Berliner Obdachlosen und von Geflüchteten.
Sie ist aktives Mitglied beim PEN Berlin, bei der Christa-Wolf-Gesellschaft, bei der Gewerkschaft ver.di, bei Amnesty International sowie bei Weiter Schreiben, einem Projekt für geflüchtete Kulturschaffende.
Die Zeitschrift Cicero führte Dückers mehrmals als eine „der 500 führenden deutschsprachigen Intellektuellen“.

## Werke (Auswahl)
- 2025:  Das Leben der Annemarie Böll. Eine Würdigung. Hrsg. von der Heinrich-Böll-Stiftung, Berlin  2025, ISBN 978-3-86928-276-3.
- 2021: Hannes und Greta. Literatur-Quickie Verlag Nr. 143, Hamburg 2021.
- 2018: Schoki Doki. Geschichten einer Schokoladenliebhaberin. BüBül Verlag, Berlin 2018, ISBN 978-3-946807-28-5.
- 2016: Mein altes West-Berlin, Berlin: be.bra verlag 2016, ISBN 978-3-89809-122-0
- 2016: Katzenaugen grüne Trauben Blitzer Glitzer Geistergrün. Hanser Verlag, München 2016, ISBN 978-3-446-24754-3.
- 2013: Hämoglobin. Gedicht. Tina Flau Art, Potsdam 2013.
- 2012: Fundbüros und Verstecke. Gedichte, Schöffling & Co, Frankfurt am Main 20012, ISBN 978-3-89561-011-0.[4]
- 2010: Hausers Zimmer. Roman, Schöffling & Co., Frankfurt am Main; ISBN 978-3-89561-010-3.
- 2008: Jonas und die Nachtgespenster. Cbj/Bertelsmann, München 2008, ISBN 978-3-570-12975-3.
- 2008: Über das Erinnern. Essay, Mahn- und Gedenkstätte Düsseldorf, Reihe: Museumsschreiber, Literaturbüro NRW/Stadtwerke Düsseldorf AG, Düsseldorf 2008.
- 2007: Morgen nach Utopia. Essays und Reportagen. ISBN 978-3-7466-2297-2.
- 2006: Portalo Drive. Kurzgeschichten, SuKulTuR, Schöner Lesen Nr. 52, Berlin 2006.
- 2006: Der längste Tag des Jahres. Roman, Aufbau Verlag, Berlin 2006, ISBN 3-351-03068-1[5]
- 2004: Mehrsprachige Tomaten: Reisen im Kopf. Hörbuch-CD (mit Bertram Denzel), ISBN 3-9809989-0-8.
- 2003: Himmelskörper. Roman
- 2001: Café Brazil. Erzählungen
- 2001: Luftpost. Gedichte
- 1999: Spielzone (Roman)
- 1996: Fireman. englische Lyrik, Bonsai-typ Art Verlag, Berlin.
- 1996: Morsezeichen. Lyrik, Bonsai-typ Art Verlag, Berlin.

als Herausgeberin
- 2004: Stadt Land Krieg : Autoren der Gegenwart erzählen von der deutschen Vergangenheit. Anthologie. Aufbau, Berlin, ISBN 3-7466-2045-7.
- 2024: Anton Landgraf: Bis hierher und immer weiter. Linke Kritik und Kritik der Linken (mit Ferdinand Muggenthaler und Uta von Schrenk), Edition Tiamat, Berlin 2024, ISBN 978-3-89320-323-9.

## Auszeichnungen (Auswahl)
- 1996 La Belle-Literaturpreis für Kurzprosa
- 1998 1. Preis des Westfälischen Literaturbüros
- 2000: Förderpreis des Literaturpreises Ruhrgebiet
- 2001 Unter den 5 Gewinnern des „jungle b“-Wettbewerbs des Brecht-Forums Berlin
- 2002 1. Preis des Wettbewerbs „Kargo Europa“ (Autorinnenvereinigung)
- 2004: 2. Preis der Polnischen Botschaft und des Polnischen Kulturinstituts Berlin
- 2005 Preisträger des „Gedichtwettbewerbs 2005“ der Bibliothek deutschsprachiger Gedichte (neben anderen)
- 2006 Wahl zu einem der „10 wichtigsten Schriftsteller Deutschlands unter 40 Jahren“ und der „100 kreativsten Köpfe Deutschlands“ durch das Deutsche Historischen Museum (Berlin)
- 2015 1. Preis beim „Gedichtwettbewerb der deutschsprachigen Bibliotheken“
- 2016 „Dorfschreiberpreis“ in Katzendorf (Cața), Siebenbürgen/Rumänien (jährlich verliehener, mit einem Aufenthaltsstipendium in Katzendorf verbunder Preis des Rumänisch-Deutschen Schriftstellerverband Felicia Now, des Verbandes der Schriftsteller in Rumänien, des Exil-PENs Deutschsprachige Literatur und des Demokratischen Forums Kronstadt)